# Virginia Madsen
Virginia G. Madsen (nascuda l'11 de setembre de 1961) és una actriu i productora estatunidenca. Va debutar a la pel·lícula Class (1983), que va ser rodada a la seva Chicago natal. Aviat es va traslladar a Los Angeles. El 1984, David Lynch la va seleccionar per a la pel·lícula de ciència-ficció Dune (1984) com a Princesa Irulan. Madsen va protagonitzar una sèrie de reeixides pel·lícules d'adolescents, com ara Somnis elèctrics (1984), Noies modernes (1986), I Fire with Fire (1986).
És força coneguda pel seu paper de Helen Lyle en la pel·lícula de terror Candyman (1992); i per la seva interpretació de Maya a la pel·lícula d'Alexander Payne Entre copes (2004), per la qual va rebre nombrosos premis i nominacions, incloent nominacions als Globus d'Or i el premi de l'Acadèmia a la millor actriu secundària. Les seves altres aparicions cinematogràfiques inclouen Long Gone (1987), Gotham (1988), Llavis ardents (1990), Fantasmes del passat (1996), The Rainmaker (1997), A Prairie Home Companion (2006), The Astronaut Farmer (2007), The Haunting in Connecticut (2009), Caputxeta vermella, de qui tens por? (2011), i All the Wilderness (2014).
Va interpretar també la congressista Kimble Hookstraten en la primera temporada de la sèrie de drama polític de l'ABC Designated Survivor.

## Primers anys
Madsen va néixer a Chicago, Illinois. És filla d'Elaine Madsen (de soltera Elaine Loretta Melson), que va guanyar un Premi Emmy com a productora cinematogràfica i escriptora, i Calvin Madsen, un bomber retirat. Després que els pares de Madsen es divorciessin a finals de la dècada de 1960, quan els nens encara eren petits, la seva mare va abandonar una carrera al món de les finances per continuar una carrera artística, encoratjada pel crític de cinema Roger Ebert. Els germans de Madsen són Cheryl Madsen, un empresari, i l'actor Michael Madsen. Els seus avis paterns eren danesos, i la seva mare té una llunyana ascendència nativa americana, anglesa, irlandesa, escocesa i alemanya. Madsen és graduada per la New Trier High School a Winnetka (Illinois).
Madsen més tard va assistir al Ted Liss Acting Studio a Chicago, i al Seminari de teatre d'adults Harand Camp a Elkhart Lake (Wisconsin. De la seva experiència amb Liss, va dir: "Jo havia volgut unir-me a la seva classe des dels 12 anys. Valia la pena esperar perquè no crec que pogués tenir aquest tipus de formació en cap altre lloc, especialment als Estats Units. ... Sempre he volgut fer una carrera real fora de l'actuació".

## Carrera

### Cinema
El 1983 Virginia va debutar al cinema amb un petit paper a la comèdia per a adolescents Class. A continuació va aparèixer al vídeo musical de Kenny Loggins "I'm Free (Heaven Helps the Man)" de la banda sonora de Footloose.
Va interpretar una violoncel·lista anomenada Madeline a Electric Dreams (1984). Va fer de Princesa Irulan a la p pel·lícula de ciència-ficció de David Lynch Dune (1984). El 1986, protagonitza Creator amb Vincent Spano i Peter O'Toole.

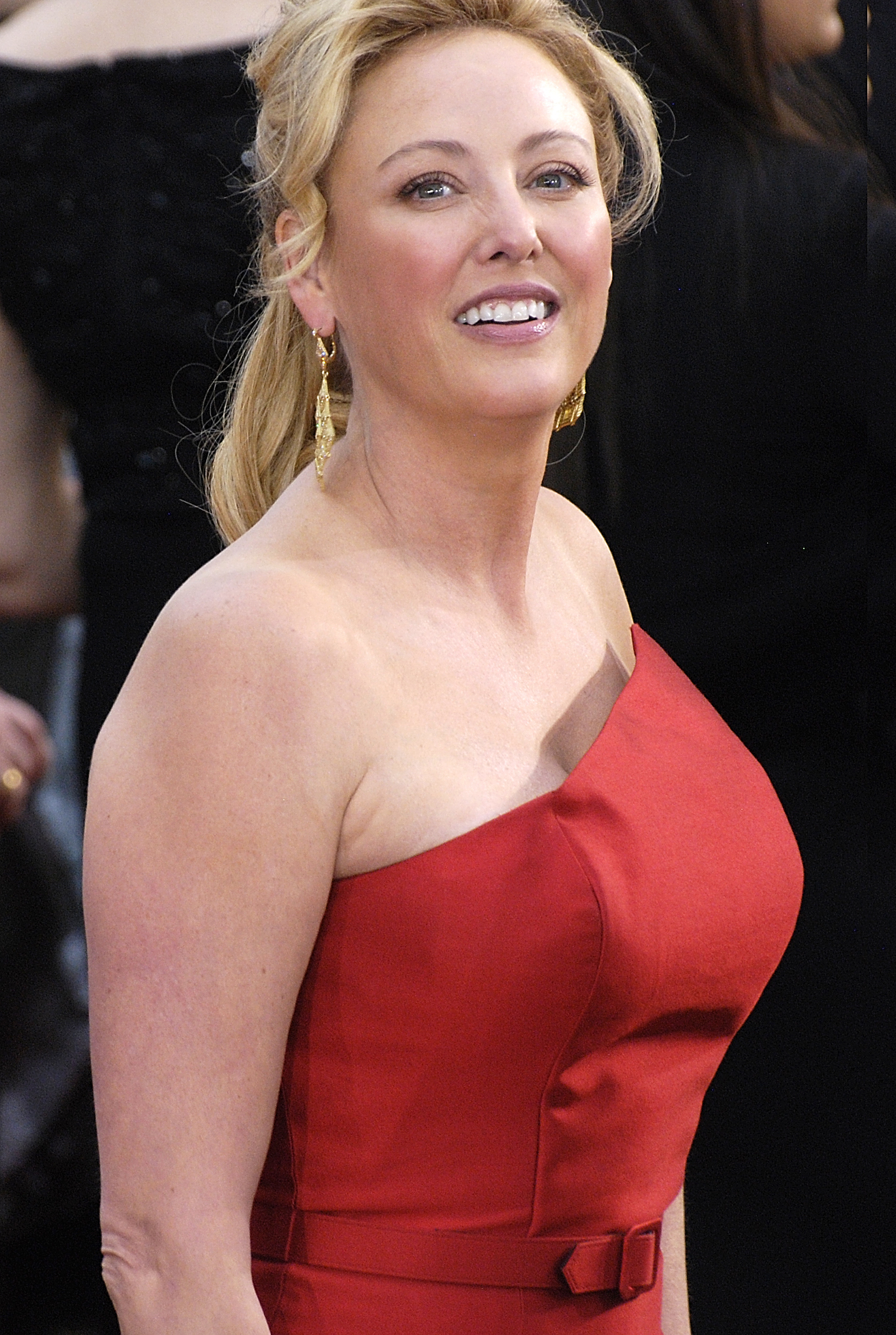
Madsen a la Gala dels Premis Oscar del 2008

Madsen es va fer popular entre el gran públic el 1986 amb la seva interpretació d'una col·legiala catòlica que s'enamora d'un noi d'un campament penitenciari a la pel·lícula de Duncan Gibbons Fire with Fire. Com a reina de la bellesa Dixie Lee Boxx, desperta l'interès de Cecil "Stud" Cantrell (William Petersen) a la pel·lícula de televisió per a l'HBO Long Gone (1987). També el 1987, va aparèixer al videoclip "I Found Someone" de Cher. Fa de secretària a la comèdia del 1988 Hot to Trot. El 1992 protagonitza la pel·lícula de terror Candyman.
Madsen va aparèixer en un petit paper en el drama de Francis Ford Coppola The Rainmaker (1997) protagonitzada per Matt Damon. El crític de cinema Roger Ebert va dir que Madsen tenia una "escena forta", mentre que James Berardinelli va assenyalar que "el repartiment de secundaris és sòlid (…) amb Virginia Madsen com a testimoni del demandant". Madsen va tenir una actuació aclamada per la crítica com a actriu secundària a Sideways (2004), dirigida per Alexander Payne. El paper la va catapultar a la llista A de Hollywood.
El seu primer paper important després de Sideways va ser davant Harrison Ford a Firewall. Més endavant va aparèixer al film de Robert Altman A Prairie Home Companion, en un paper clau com l'àngel. Va ser co-protagonista amb Jim Carrey a The Number 23 i Billy Bob Thornton a The Astronaut Farmer; Ambdues pel·lícules es van estrenar a Amèrica del Nord el 23 de febrer de 2007. Va donar veu a la Reina Hippolyte, mare de Wonder Woman, en la pel·lícula d'animació del 2009 Wonder Woman.

### Televisió
El 1988 Madsen apareix com cosí de Maddie Hayes en la temporada final de la sèrie dramàtica de l'ABC Moonlighting. Des de llavors ha fet nombroses aparicions a la televisió, incloent Star Trek: Voyager, CSI: Miami, Dawson's Creek, The Practice, Frasier i altres sèries. També va ser co-protagonista de la sèrie de televisió Unsolved Mysteries el 1999, durant l'onzena temporada d'emissió (també segona i última) a la CBS. Va protagonitzar al costat de Ray Liotta l'efímera sèrie de la CBS Smith. També va tenir un paper recurrent en la temporada final de la sèrie de l'USA Network Monk.
El 2010, va obtenir el paper protagonista de Cheryl West en la sèrie dramàtica de l'ABC Scoundrels. Al desembre de 2010, es va anunciar que s'uniria al repartiment de la sèrie de ciència-ficció de l'NBC The Event. El 2012, es va unir al repartiment de la sèrie de l'AMC Hell on Wheels com la Sra. Hannah Durant, que apareix per primer cop a l'episodi vuit de la segona temparada, "The Lord's Day". El 2013, Madsen va començar a aparèixer en la sèrie Witches of East End de Lifetime com a Penelope Gardiner.

### Productora
El 2008 va formar la seva pròpia productora de pel·lícules anomenada Title IX Productions. El seu primer projecte va ser una pel·lícula realitzada amb la seva mare titulada I Know a Woman Like That. La pel·lícula és un documental sobre la vida de les dones grans. Sobre la creació de la pel·lícula, va dir que l'estil de vida actiu de la seva mare era una inspiració per començar a filmar.
El nivell d'activitat de la meva mare, de productivitat, era exactament la raó per la qual vaig vaig pensar que funcionaria un projecte com aquest. Originalment, quan vam parlar del tema, ella havia dit: "Estic massa ocupada. Marxo a Holanda, i després vaig aquí i allà i estic escrivint el meu llibre". Però això és realment del que es tracta.
El seu segon projecte es titula Fighting Gravity i es refereix a la incapacitat de les saltadores d'esquí femenines per obtenir el reconeixement en la competició olímpica.

## Vida personal
Madsen va estar casada amb l'actor i director Danny Huston després de conèixer-se al rodatge de Mr. North. Es van casar el 1989 i es van divorciar el 1992. Madsen va mantenir una llarga relació amb Antonio Sabàto Jr., amb qui va tenir un fill, Jack Antonio (nascut el 1994).

## Filmografia

### Pel·lícules
| Any  | Títol                             | Paper                     | Notes              |
| ---- | --------------------------------- | ------------------------- | ------------------ |
| 1983 | Class                             | Lisa                      |                    |
| 1984 | Electric Dreams                   | Madeline Robistat         |                    |
| 1984 | Dune                              | Princesa Irulan           |                    |
| 1985 | Creator                           | Barbara Spencer           |                    |
| 1986 | Fire with Fire                    | Lisa Taylor               |                    |
| 1986 | Modern Girls                      | Kelly                     |                    |
| 1987 | Slam Dance                        | Yolanda Caldwell          |                    |
| 1987 | Zombie High                       | Andrea Miller             |                    |
| 1988 | Mr. North                         | Sally Boffin              |                    |
| 1988 | Hot to Trot                       | Allison Rowe              |                    |
| 1989 | Heart of Dixie                    | Delia June Curry          |                    |
| 1990 | The Hot Spot                      | Dolly Harshaw             |                    |
| 1991 | Becoming Colette                  | Polaire Sorel             |                    |
| 1991 | Highlander II: The Quickening     | Louise Marcus             |                    |
| 1992 | Candyman                          | Helen Lyle                |                    |
| 1994 | Caroline at Midnight              | Susan Prince              |                    |
| 1994 | Blue Tiger                        | Gina Hayes                |                    |
| 1995 | The Prophecy                      | Katherine                 |                    |
| 1996 | Just Your Luck                    | Kim                       |                    |
| 1996 | Ghosts of Mississippi             | Dixie DeLaughter          |                    |
| 1997 | The Rainmaker                     | Jackie Lemanczyk          |                    |
| 1998 | Ballad of the Nightingale         | Mo Lewis                  |                    |
| 1998 | Ambushed                          | Lucy Monroe               |                    |
| 1999 | The Florentine                    | Molly                     |                    |
| 1999 | The Haunting                      | Jane Lance                |                    |
| 2000 | Lying in Wait                     | Vera Miller               |                    |
| 2000 | After Sex                         | Traci                     |                    |
| 2001 | Full Disclosure                   | Brenda Hopkins            |                    |
| 2001 | Almost Salinas                    | Clare                     |                    |
| 2001 | Just Ask My Children              | Brenda Kniffen            |                    |
| 2002 | American Gun                      | Penny Tillman             |                    |
| 2003 | Artworks                          | Emma Becker               |                    |
| 2003 | Nobody Knows Anything!            | Prison Lawyer             |                    |
| 2004 | Sideways                          | Maya Randall              |                    |
| 2005 | Scooby-Doo! in Where's My Mummy?  | Cleopatra                 | Paper de veu       |
| 2005 | Stuart Little 3: Call of the Wild | The Beast (veu)           |                    |
| 2006 | Firewall                          | Beth Stanfield            |                    |
| 2006 | A Prairie Home Companion          | Dangerous Woman           |                    |
| 2007 | The Astronaut Farmer              | Audrey Farmer             |                    |
| 2007 | The Number 23                     | Agatha Sparrow / Fabrizia |                    |
| 2007 | Ripple Effect                     | Sherry Atrash             |                    |
| 2007 | Cutlass                           | Robin                     |                    |
| 2007 | Being Michael Madsen              | Virginia Madsen           |                    |
| 2008 | Diminished Capacity               | Charlotte                 |                    |
| 2009 | The Haunting in Connecticut       | Sara Campbell             |                    |
| 2009 | Wonder Woman                      | Queen Hippolyta           | Paper de veu       |
| 2009 | Amelia                            | Dorothy Binney            | Escenes suprimides |
| 2010 | Father of Invention               | Lorraine King             |                    |
| 2011 | Red Riding Hood                   | Suzette                   |                    |
| 2012 | The Magic of Belle Isle           | Charlotte O'Neil          |                    |
| 2013 | The Last Keepers                  | Abigail Carver            |                    |
| 2013 | The Hot Flashes                   | Clementine Winks          |                    |
| 2013 | Crazy Kind of Love                | Augusta Iris              |                    |
| 2014 | All the Wilderness                | Abigail Charm             |                    |
| 2015 | Walter                            | Karen Benjamin            |                    |
| 2015 | Dead Rising: Watchtower           | Maggie                    |                    |
| 2015 | Burning Bodhi                     | Naomi                     |                    |
| 2015 | Joy                               | Terry Mangano             |                    |
| 2016 | Burn Your Maps                    | Victoria                  |                    |
| 2017 | Better Watch Out                  | Deandra Lerner            |                    |
| 2017 | A Change of Heart                 | Deena                     |                    |
| 2018 | 1985                              | Eileen Lester             |                    |
| 2018 | Her Smell                         | TBA                       |                    |
| 2018 | Spare Room                        | Nat                       |                    |

### Televisió
| Any     | Títol                                        | Paper                            | Notes                            |
| ------- | -------------------------------------------- | -------------------------------- | -------------------------------- |
| 1984    | American Playhouse                           | Lou Ellen Purdy                  | Episodi: "A Matter of Principle" |
| 1985    | Mussolini: The Untold Story                  | Claretta Petacci                 | Minisèries                       |
| 1987    | Long Gone                                    | Dixie Lee Boxx                   | Pel·lícula de televisió          |
| 1988    | Gotham                                       | Rachel Carlyle                   | Pel·lícula de televisió          |
| 1989    | Third Degree Burn                            | Anne Scholes                     | Pel·lícula de televisió          |
| 1989    | Moonlighting                                 | Annie Charnock                   | 3 episodis                       |
| 1991    | Victim of Love                               | Carla Simons                     | Pel·lícula de televisió          |
| 1991    | Ironclads                                    | Betty Stuart                     | Pel·lícula de televisió          |
| 1991    | Love Kills                                   | Rebecca Bishop                   | Pel·lícula de televisió          |
| 1992    | A Murderous Affair: The Carolyn Warmus Story | Carolyn Warmus                   | Pel·lícula de televisió          |
| 1993    | Linda                                        | Linda Cowley                     | Pel·lícula de televisió          |
| 1997    | The Apocalypse Watch                         | Karin De Vries                   | Pel·lícula de televisió          |
| 1998    | Star Trek: Voyager                           | Kellin                           | Episodi: "Unforgettable"         |
| 1998    | Frasier                                      | Cassandra Stone                  | 4 episodis                       |
| 1999    | Unsolved Mysteries                           | Co-host                          | 6 episodis                       |
| 2000    | Children of Fortune                          | Ingrid Bast                      | Pel·lícula de televisió          |
| 2001    | Crossfire Trail                              | Anne Rodney                      | Pel·lícula de televisió          |
| 2001    | Just Ask My Children                         | Brenda Kniffen                   | Pel·lícula de televisió          |
| 2001    | The Practice                                 | Marsha Ellison                   | 2 episodis                       |
| 2002    | Justice League                               | Dra. Sarah Corwin (veu)          | 2 episodes                       |
| 2002–03 | American Dreams                              | Rebecca Sandstrom                | 14 episodis                      |
| 2003    | Tempted                                      | Emma Burke                       | Pel·lícula de televisió          |
| 2003    | Dawson's Creek                               | Maddy Allen                      | Episodi: "All Good Things..."    |
| 2003    | CSI: Miami                                   | Krista Walker                    | Episodi: "Death Grip"            |
| 2003    | Spider-Man: The New Animated Series          | Silver Sable (veu)               | 2 episodis                       |
| 2003    | Boomtown                                     | Erika Ashland                    | Episodi: "The Big Picture"       |
| 2004    | A Mother's Gift                              | Wanda Lovell                     | Pel·lícula de televisió          |
| 2005    | Justice League Unlimited                     | Veronica Sinclair/Roulette (veu) | 2 episodois                      |
| 2005    | Teen Titans                                  | Arella (veu)                     | Episodi: "The Prophecy"          |
| 2006–07 | Smith                                        | Hope Stevens                     | 5 episodis                       |
| 2009    | Monk                                         | T.K. Jensen                      | 3 episodis                       |
| 2010    | Scoundrels                                   | Cheryl West                      | 8 episodis                       |
| 2011    | The Event                                    | Catherine Lewis                  | 4 episodis                       |
| 2012    | Hornet's Nest                                | Judy Hammer                      | Pel·lícula de televisió          |
| 2012    | Hell on Wheels                               | Mrs. Hannah Durant               | 4 episodis                       |
| 2013    | Hatfields & McCoys                           | Eloise McCoy                     | Unsold TV pilot                  |
| 2013    | The Anna Nicole Story                        | Virgie Arthur                    | Pel·lícula de televisió          |
| 2013–14 | Witches of East End                          | Penelope Gardiner                | 8 episodis                       |
| 2015    | An American Girl: Grace Stirs Up Success     | Karen Thomas                     | Pel·lícula de televisió          |
| 2015    | Lost Boy                                     | Laura Harris                     | Pel·lícula de televisió          |
| 2015    | Law & Order: Special Victims Unit            | Beth Anne Rollins                | Episodi: "Maternal Instincts"    |
| 2016    | Elementary                                   | Paige Cowen                      | 2 episodis                       |
| 2016    | American Gothic                              | Madeline Hawthorne               | 13 episodis                      |
| 2016–17 | Designated Survivor                          | Kimble Hookstraten               | 16 episodis                      |
| 2017    | Voltron: Legendary Defender                  | Comandant Heera (veu)            | Episodi: "Hole in the Sky"       |
| 2018    | The Truth About the Harry Quebert Affair     | Tamara Quinn                     | Episodi: "Pilot"                 |